# Hymenophyllum thomassetii
Hymenophyllum thomassetii là một loài dương xỉ trong họ Hymenophyllaceae. Loài này được C.H.Wright mô tả khoa học đầu tiên năm 1906.
Danh pháp khoa học của loài này chưa được làm sáng tỏ. 